# Filip Đorđević
Filip Đorđević, född 28 september 1987 i Belgrad i Jugoslavien (nuvarande Serbien), är en serbisk fotbollsspelare som senast spelade för Chievo i Serie B.